# 강시

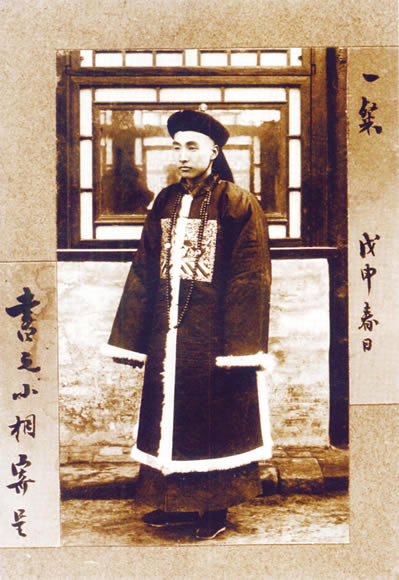

강시(중국어: 殭屍 또는 僵屍)란 중국의 흡혈귀 겸 좀비로서 어떤 힘에 의해서 되살아나 피해자의 기를 빼앗거나, 피해자를 물어 같은 강시로 만들어 해치는 존재이다. 본래는 객지에서 죽은 자들의 원혼이 깃든 시체를 강시라 하는데, 고향으로 이관하기 위하여 영환술사가 부적을 붙여 움직일 수 없도록 한 후 고향으로 돌려 보내었다 한다. 시체이므로 몸이 굳어 관절을 구부리지 못하며, 영환술사의 종소리에 맞추어 뛰면서 이동한다고 전해진다.
강시 전설은 명나라 중엽부터 나타나 청나라에 들어 성행했으며, 이 때문에 청대 중국문헌이나 민간소설 등에는 강시를 다룬 것이 많다. 가장 유명한 기록은 《열미초당필기》(閲微草堂筆記)라는 소설이다. 영화 등에서도 강시는 보통 청나라 시대의 복식을 하고 있다.

## 대중 문화 속 강시
《강시선생》을 시작으로 홍콩 영화의 한 장르로서 강시 영화가 대유행하였다.

## 특성
앞을 볼 수 없고 힘이 엄청나다. 숨소리로 사람을 찾으며, 부적을 붙이면 다시 잠든다. 강시에게 물린 사람은 기가 빨려 강시가 된다.

## 같이 보기
- 중국 신화
- 추파카브라
- 드라우그
- 언데드